# Оборона Замостья (1920)
Оборона Замостья (пол. Obrona Zamościa) — бои во время советско-польской войны, проходившие с 29 по 31 августа 1920 года между наступавшими частями советской Первой конной армии С. М. Будённого и оборонявшими Замостье польско-украинскими войсками под командованием М. Д. Безручко и М. Болтуця. Часть сражения при Комарове.

## Военно-стратегическая ситуация
16 августа 1920 года началось успешное контрнаступление польских войск под Варшавой, и вскоре силы советского Западного фронта были разбиты. Учитывая критическое положение на Западном фронте, главком РККА С. С. Каменев 11 августа приказал передать 12-ю и 1-ю Конную армии в состав Западного фронта для его существенного усиления. Руководство Юго-Западного фронта, осаждавшего Львов, проигнорировало этот приказ. 
Наступление по тылам армий Западного фронта ударной группы Пилсудского и её первоначальный успех заставили предреввоенсовета Л. Д. Троцкого директивой от 20 августа за № 4906/оп. 1100/ш. поставить следующую задачу Реввоенсовету 1-й Конной армии: «Общая обстановка требует энергичного и немедленного содействия Конной армии Западному фронту. Поэтому Реввоенсовет армии должен принять исключительные меры к [497] самому срочному выполнению приказов командзапа по перемене направления действий армии из Львовского района на северо-запад. Обращаю особое внимание Реввоенсовета армии на то, чтобы занятие самого Львова не отразилось на сроке выполнения этих приказов, для чего должны быть приняты все меры к тому, чтобы занятие большого города не повлияло на войска. Повторяю, обстановка требует особой операции и срочности в действиях Красной армии».
Только после этого 21 августа Первая конная армия Будённого двинулась на северо-запад.

## Ход боёв
Приступая к выполнению директивы командзапа от 24 августа за № 554/оп., где 1-й Конной армии ставилась задача овладения районом Красностав — Люблин, командующий 1-й Конной армией Буденный 27 августа предложил командарму 12-й перейти всей его армией в решительное наступление с целью приковать неприятеля и тем облегчить задачу Конной армии по захождению в тыл люблинской группировке поляков.
Несмотря на непрекращающиеся дожди, которые в сильной мере затрудняли движение 1-й Конной армии, к вечеру 28 августа, преодолев сопротивление противника, её дивизии заняли следующие районы: 14-я кавалерийская — Конюхи, 4-я кавалерийская — Снятыче, 6-я кавалерийская — Крынине — Лабуне — Комаров и 11-я кавалерийская — Рахане — Чартовец. 
29 августа в 1 час ночи командующий 1-й Конной армией отдает распоряжение продолжать выполнение рейда с задачей к вечеру 29 августа овладеть районом Замостье, причём 14-я кавалерийская дивизия должна была занять район Ситно; 4-я кавалерийская дивизия — Вербы — Ситанец; 6-я кавдивизия — район Злоец и 11-я кавдивизия — Рушев — Лабуне. В 12 часов дня 29 августа дивизии приступили к выполнению поставленных им задач.

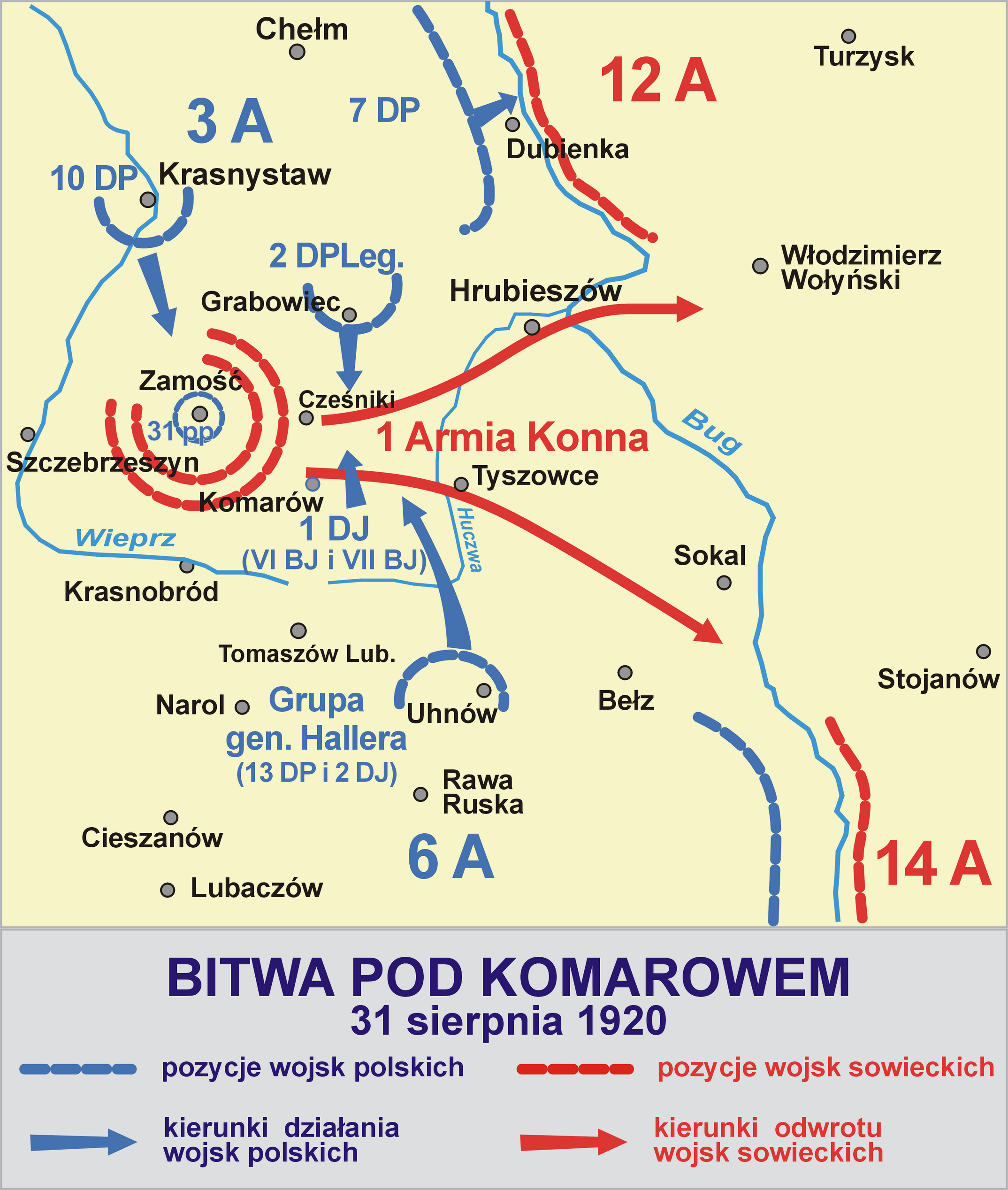
Битва при Комарове

Силы обороны, имевшиеся в Замостье, насчитывали менее 3,5 тысяч человек. Имелось 12 пушек и 43 пулемёта. Гарнизону оказывали поддержку три бронепоезда — «Загонщик», «Мститель» и «Смерч». Запасов продовольствия и боеприпасов хватало на 3-4 дня боевых действий. Самой крупной воинской частью в городе был польский 31-й Каневский полк майора М. Болтуця, незадолго до того прибывший для пополнения и отдыха. Кроме того в городе находились штаб и штабные подразделения 6-й украинской дивизии Сечевых стрельцов (300 боеспособных солдат), дивизион 10-го полка полевой артиллерии, эскадрон 10-й кавалерийской дивизии, эскадрон 214-го уланского полка, два этапных и один охранный батальон.
Полевые укрепления, выстроенные вокруг Замостья, представляли собой линию стрелковых ячеек, каждая рассчитанная на полвзвода — взвод пехоты, без ходов сообщения между ними и тылом. Вся линия была прикрыта 1—2 рядами колючей проволоки, спешно поставленной сапёрами украинской дивизии. Эти фортификации не являлись в полном слове оборонительными сооружениями, а, как писал в своих воспоминаниях М. Болтуць, были только наброском линии обороны. Важным пунктом обороны была также городская ратуша, с 52-метровой башни которой можно было вести наблюдение за передвижением противника в радиусе 20 километров.
Как старший по званию, во главе обороны встал полковник (за бои в Замостье был произведён в генерал-хорунжие) армии УНР Марко Безручко. Его заместителем был Всеволод Змиенко.
Что было дальше, описывал генерал-хорунжий А. И. Удовиченко:

29 августа Будённый ссаживает своих конников с лошадей и после артиллерийской подготовки ведёт их на штурм крепости, представляющей собой небольшой городок, окружённый старой стеной. Атаки будённовцев с востока были отражены с большими потерями для них.
Вместо того, чтобы обойти Замостье и двинуться дальше на Красныстав, Будённый окружил городок и повел наступление со всех сторон. Утром 30 августа 6-я и 11-я кавалерийские дивизии перешли вновь в наступление и в результате боев к вечеру дня достигли района Лабуне — Замостье — Ситно, овладев железнодорожной станцией Завады.
Гарнизон Замостья упорно защищался, но на западе будённовцам повезло дойти до проволочных препятствий, уничтожить их и почти ворваться в Замостье. Однако последний резерв — украинская сотня — контратакой отбросила врага за проволоку. Около 70 вражеских орудий развили сильный огонь, на который изредка (сохраняя снаряды), но метко, отвечали 12 украинских пушек. И эта атака для армии Будённого закончилась неудачно. В этих боях защитники лишились поддержки двух из трёх имевшихся у них бронепоездов. 30 августа гарнизон города ночью совершил две вылазки.
В это же время поляки с юга переходят в энергичное контрнаступление; располагая численным превосходством, они занимают Лабуне — Комаров — Тышовцы — Новоселки и тем совершенно отрезают сообщение 1-й Конной армии с её тылом. Желая окончательно захватить войска Конармии в огненное кольцо и покончить с её живой силой, неприятельские части, действуя с севера, выходят на линию Завады — Ситанец — Грабовец — Гдешин. 
Для того чтобы выйти из создавшегося положения, 31 августа Первая конная армия прекратила осаду Замостья и начала отступление на восток и юго-восток.

## Результаты
За время боёв под Замостьем армия Буденного не сумела сломить сопротивление польско-украинских войск. 
Оборона Замостья имела большое значение для успеха польской армии летом 1920 года. Благодаря тому, что защитники города в течение трёх дней связывали 1-ю Конную армию, поляки смогли подтянуть в район боев 13-ю пехотную дивизию, 1-ю кавдивизию и другие силы, что в итоге привело к поражению Конармии в битве при Комарове. 

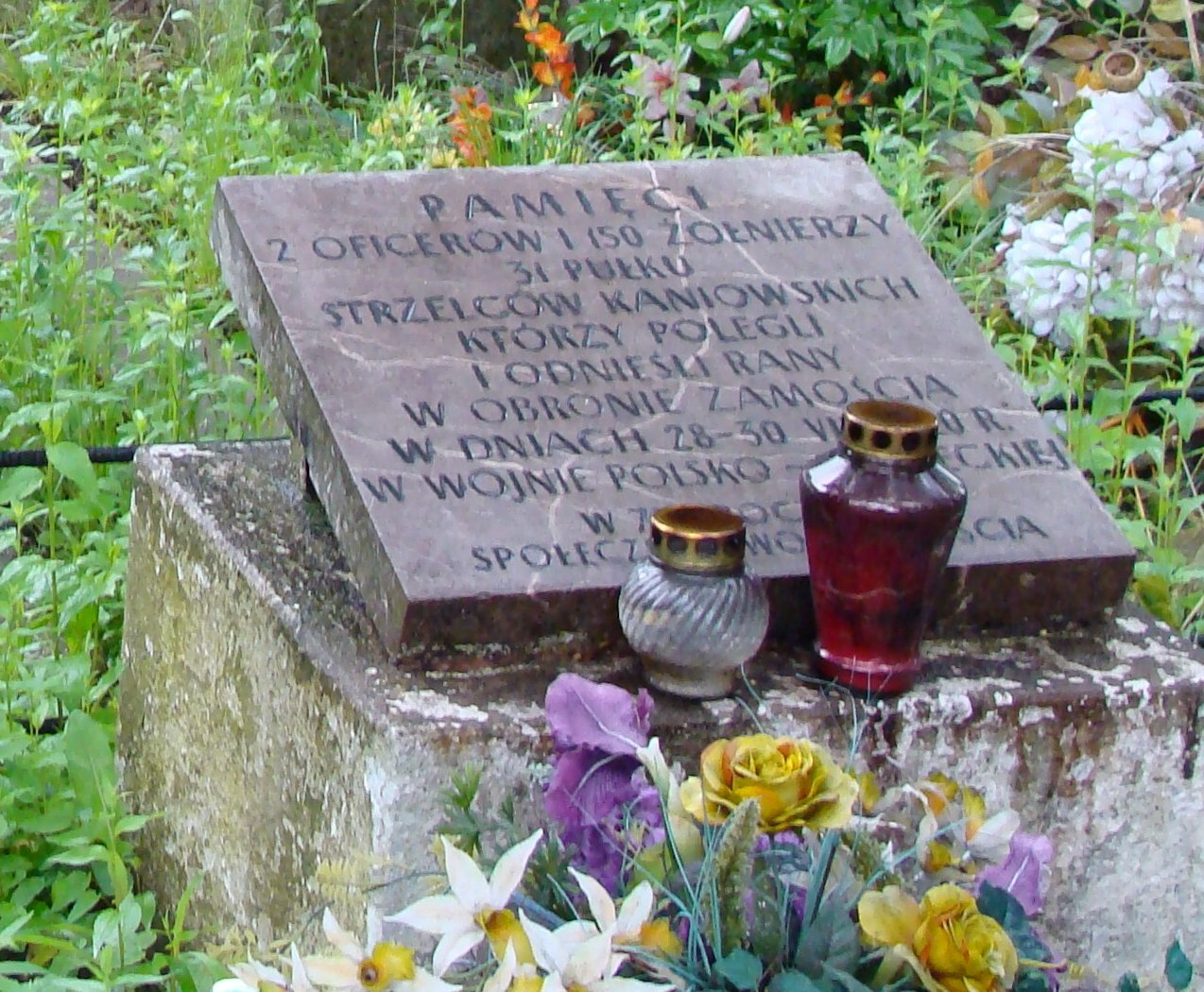
Памятник на могиле воинов 31 полка Каневских стрельцов, павших под Замостьем.

## Отражение в культуре
Бои упоминаются в известной песне А. Суркова и братьев Покрасс «Конармейской»:
На Дону и в Замостье

Тлеют белые кости,

Над костями шумят ветерки.

Помнят псы-атаманы,

Помнят польские паны

Конармейские наши клинки.

### Комментарии
1. ↑  Укрепления крепости Замостье были разобраны и снесены после восстания 1863 года, остались лишь некоторые сооружения, используемые для хозяйственных целей.